# Anemonia natalensis
Anemonia natalensis is een zeeanemonensoort uit de familie Actiniidae.
Anemonia natalensis is voor het eerst wetenschappelijk beschreven door Carlgren in 1938.